# Фукс, Иоганн Непомук (химик)
Иоганн Непомук фон Фукс (15 мая 1774, Маттенцелль — 5 марта 1856, Мюнхен) — немецкий химик и минералог, баварский тайный советник.

## Биография
Иоганн Непомук Фукс родился в Маттенцелле, недалеко от Фалькенштайна, в живописной лесистой местности в Баварии (Баварский лес). В 1807 году он стал профессором химии и минералогии в университете Людвига Максимилиана, который в то время находился в Ландсхуте, а в 1823 году — хранителем минералогических коллекций в Мюнхене, тогдашней столице Баварского королевства. Когда университет три года спустя был переведён из Ландсхута в Мюнхен, Фукс снова стал в нём профессором минералогии. Он вышел в отставку в 1852 году, а в 1854 году получил от короля Баварии дворянство (означавшее, в частности, право использовать приставу фон перед фамилией). Фукс умер в Мюнхене 5 марта 1856 года.
Фукс широко известен своими работами по минералогии. Он, в частности, первым получил так называемое жидкое стекло. Исторически это вещество иногда называли «растворимым стеклом Фукса». Жидкое стекло нашло себе целый ряд применений, однако, первоначально, сам Фукс использовал его для развития стереохромии, оригинальной разновидности фресковой живописи. Стереохромия представляет собой живописную технику, при которой картина пишется по сухому грунту минеральными красками, а затем покрывается жидким стеклом. 
Помимо этого, Фукс разработал научный метод производства цемента и внес вклад в понимание аморфного состояния твердых тел.
Фукс придумал названия минералам вагнерит (1821) и маргарит (1823); вместе с Адольфом Фердинандом Геленом был первооткрывателем минерала мезолита (1816).
Именем Фукса назван минерал фуксит, разновидность мусковита.